# 縮みゆく人間

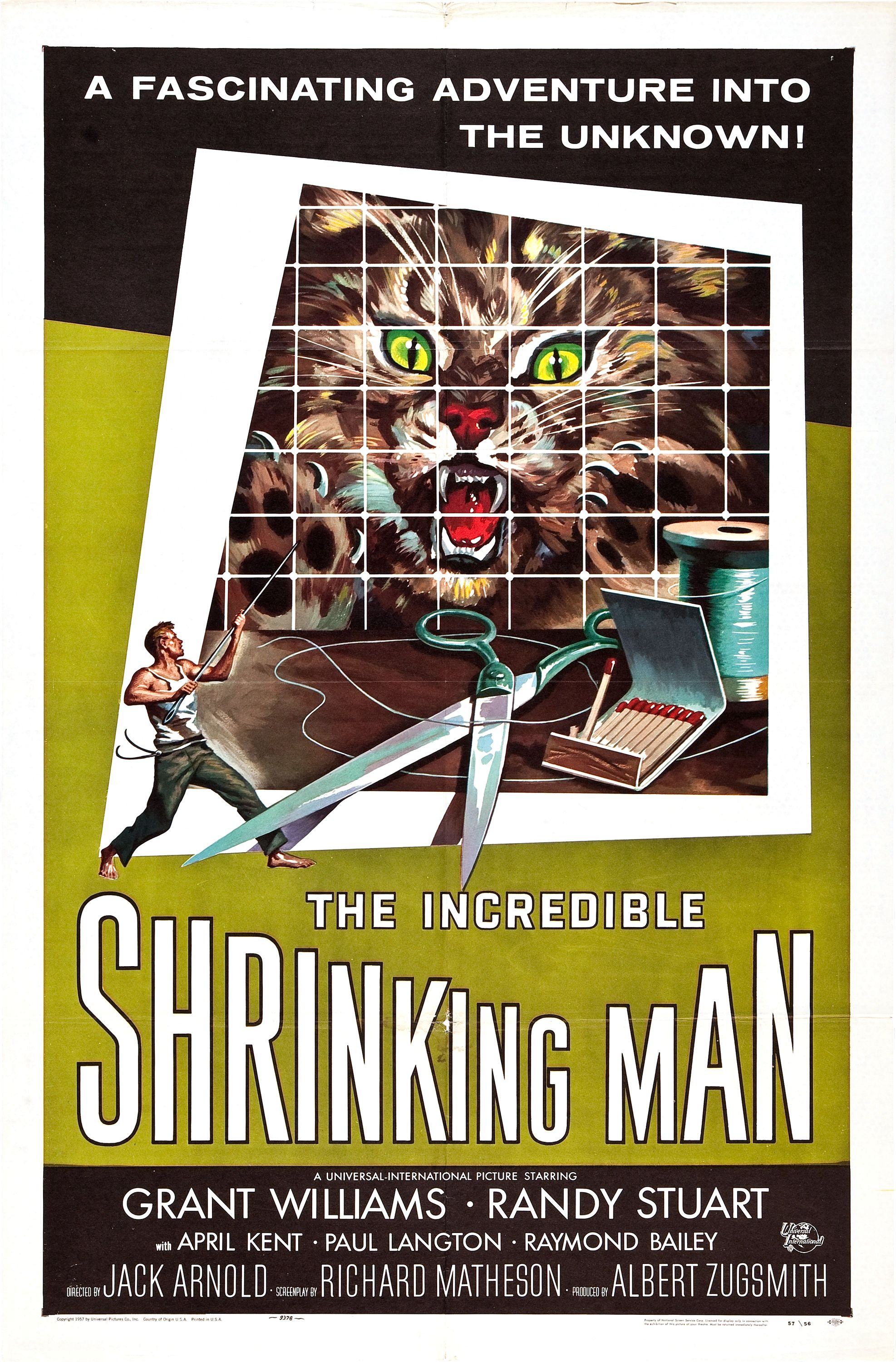
1957年の映画『縮みゆく人間』のポスター

『縮みゆく人間』（ちぢみゆくにんげん、 原題：The Shrinking Man） は、アメリカのSF作家リチャード・マシスンが1956年に発表したSF小説。

## あらすじ
核実験によるスコールと、街中で噴霧された殺虫剤を浴びたスコット・ケアリーは、それらの相乗効果により、肉体が縮んでいくという恐るべき事態に直面する。あらゆる治療の甲斐なく1日に1/8インチ（3.175ミリメートル）ずつ縮んでいくスコットは世間の好奇の目にさらされ、その肉体以上に精神的にダメージを受け、献身的に尽くす妻との仲も崩壊していく。
ある日、ひょんなことから家の外に放り出されてしまったスコットは鳥の襲撃を受け、逃げるうちに地下室に落とされてしまい、家族からも隔絶されてしまう。スコットはスポンジのかけらをまとった姿となり、執拗に襲いかかってくる蜘蛛に針で対抗する一方、今や高層ビルのようにそびえ立つ家具の上に置かれたクラッカーと漏水で飢えをしのぎながら、孤独な生存競争を続ける。
やがて、体長が1/8インチにまで縮んだ日、スコットは死んだと判断して家を去っていく家族に、彼は懸命に自分の存在を訴えるが、気づいてもらえない。絶望しながらも、スコットは自分の人生に誇りを持ちながら深い眠りにつくのだった。

## 書誌情報
- 『縮みゆく人間』、吉田誠一訳、ハヤカワ・SF・シリーズ3201、1968年11月
- 『縮みゆく人間』、吉田誠一訳、ハヤカワ文庫NV129、1977年1月
- 『縮みゆく男』、本間有訳、扶桑社ミステリー文庫、2013年8月 ISBN 978-4-594-06876-9（完全新訳）
- 『ミクロの恐怖 - 縮小人間』（秋田書店、SF恐怖シリーズ2）各務三郎訳：ジュブナイル

## 映画
- 縮みゆく人間 (1957年の映画)（英語版）（1957年、アメリカ） - 監督：ジャック・アーノルド ヒューゴー賞映像部門受賞
- 縮みゆく女（英語版）（1981年、アメリカ） - 監督：ジョエル・シュマッカー